# 穆罕默德·蒙塔里
穆罕默德·蒙塔里（阿拉伯语：محمد مونتاري，1993年12月20日—），卡塔尔男子足球运动员，司职前锋。他曾代表卡塔尔国家队参加2022年国际足联世界杯，结果队伍止步小组赛阶段。